# Suso Cecchi D’Amico
Suso Cecchi D’Amico (ur. 21 lipca 1914 w Rzymie, zm. 31 lipca 2010 tamże) – włoska scenarzystka filmowa, współautorka ponad 120 scenariuszy.

## Życiorys
Za film Casanova ’70 (1965) Mario Monicelliego (wraz z pięcioma innymi scenarzystami) była nominowana do Oscara za najlepszy scenariusz oryginalny). Zasiadała w jury konkursu głównego na 35. MFF w Cannes (1982). Na 51. MFF w Wenecji w 1994 otrzymała Honorowego Złotego Lwa za całokształt twórczości.
Pracowała między innymi z:
- Vittoriem de Siką – Złodzieje rowerów (1948), Cud w Mediolanie (1951)
- Michelangelem Antonionim – Przyjaciółki (1955)
- Luchinem Viscontim – Najpiękniejsza (1951), Zmysły (1954), Rocco i jego bracia (1960), Lampart (1963), Ludwig (1972), Portret rodzinny we wnętrzu (1974), Niewinne (1976)
- Luigim Zampą – Proces przeciwko miastu (1952)